# Acanthogorgia bocki
Acanthogorgia bocki är en korallart som beskrevs av Aurivillius 1931. Acanthogorgia bocki ingår i släktet Acanthogorgia och familjen Acanthogorgiidae. Inga underarter finns listade i Catalogue of Life.